# Дайвинг

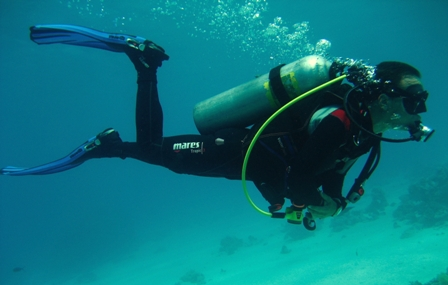
Аквалангист под водой

Да́йвинг (англ. diving от англ. to dive — нырять) — подводное плавание со специальным снаряжением.
В английском языке, из которого было заимствовано слово, англ. diving обозначает просто «ныряние» и используется для описания подводного плавания со снаряжением (англ. scuba diving) или без него (англ. free diving), водолазного дела (англ. hookah diving) и — без прилагательных — просто прыжков в воду.

## Снаряжение для дайвинга
Снаряжение для дайвинга с открытой схемой дыхания включает в себя следующие принадлежности:
- ласты, маску и дыхательную трубку;
- газовый регулятор;
- запасной газовый регулятор (октопус);
- баллон и систему его крепления;
- компенсатор плавучести и грузовую систему;
- водонепроницаемый манометр;
- дайв-компьютер;
- а также по необходимости: гидрокостюм, дайверский компас, подводный нож, подводный фонарь, буй.

Существует также вариант снаряжения с замкнутой схемой дыхания (англ. closed circuit), когда вместо газового регулятора и баллона с готовой для дыхания смесью используется изолирующий дыхательный аппарат (ребризер).

## Обучение подводному плаванию
Для обучения и дальнейшей сертификации формируются курсы, представляющие собой систему обучения. Услугу обучения дайвингу предоставляют специальные учебные организации, где инструктор по дайвингу обучает различным умениям и навыкам, контролирует, как идёт учебный процесс.

## Медицинские проблемы
Необходимым условием для начала обучению дайвингу является полное выполнение требований к состоянию здоровья потенциального дайвера. Согласно модельной карте медицинского обследования желающему начать обучение дайвингу две группы обусловленных различными факторами врачебных консультаций, а также список состояний, при развитии которых дальнейшее обучение слишком рискованно.
Медицинские проблемы могут быть разделены на проблемы:
- как непосредственно связанные с влиянием давления;
- так и на другие риски.

Так, при повышенном давлении на этапе погружения происходит сжатие тканей и газов, что может негативно влиять на уши, носовые пазухи, лёгкие, зубы, маски, гидрокостюм. В свою очередь, пониженное давление формируется на этапе всплытия и может негативно влиять на уши, носовые пазухи, лёгкие, желудок, кишечный тракт, зубы, что в предельных формах проявляется в виде компрессионной болезни и артериальной газовой эмболии.
Другие проблемы могут возникать из-за физического и психологического стресса, влияния температуры, приёма лекарств, употребления наркотиков и алкоголя.